# Lago Mana Sarovar

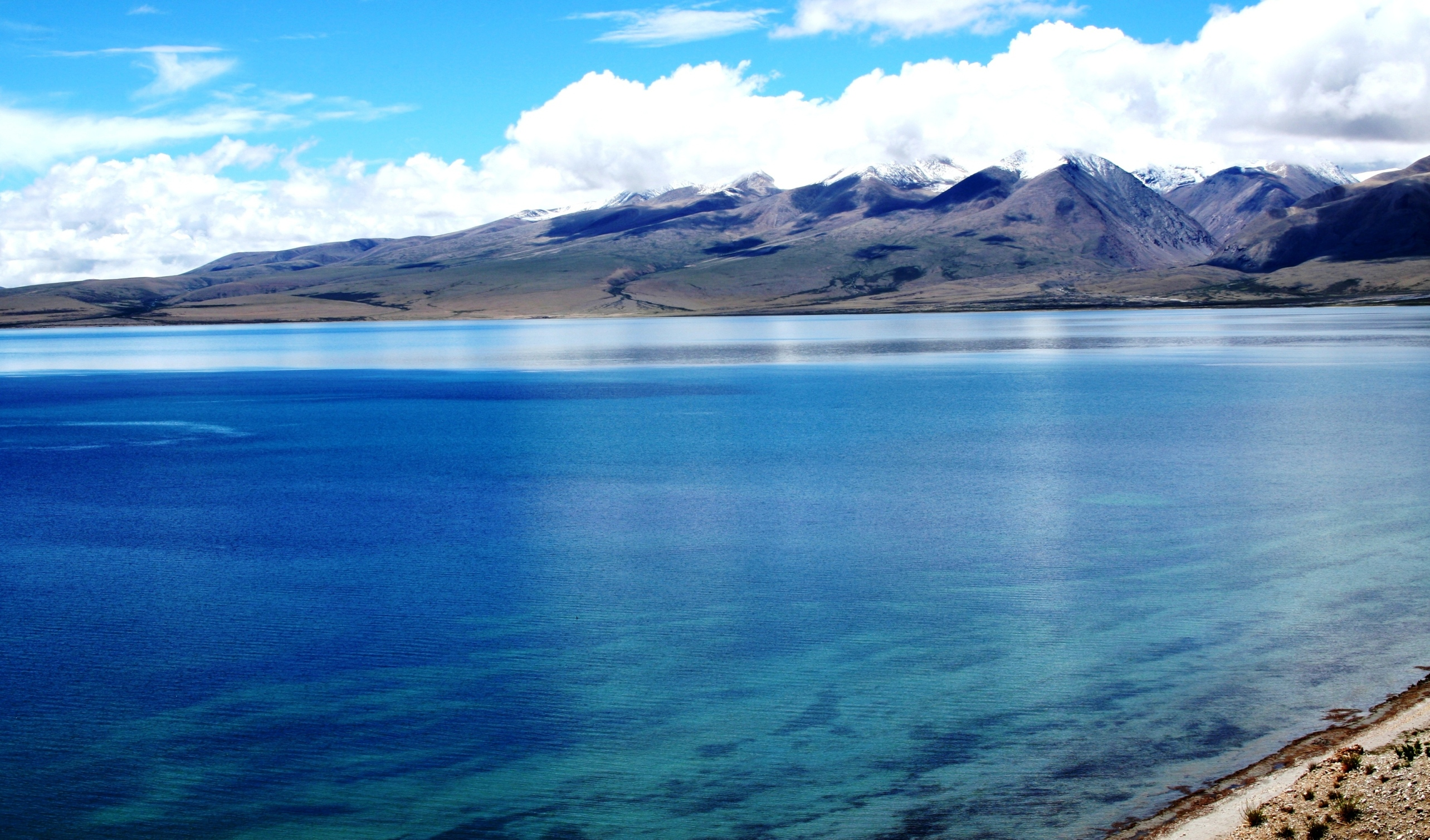
El lago Manasa Sarovar y los Himalayas tibetanos.

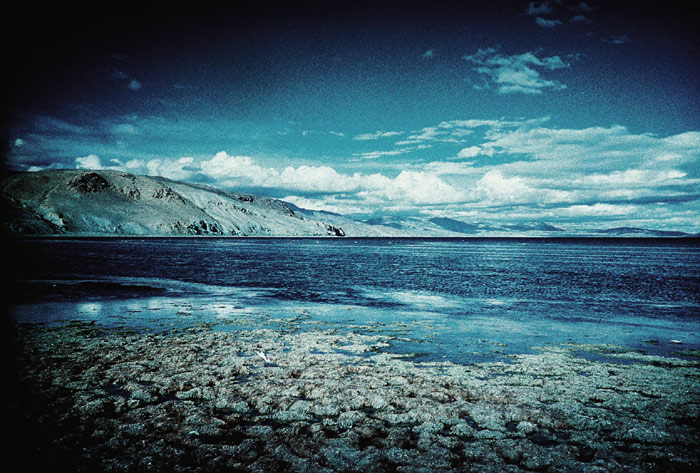
Vista del lago.

El lago Manasarovar (en hindi: मानसरोवर झील y en tibetano: མ་ཕམ་གཡུ་མཚོ།, Mapham Yutso;  en chino tradicional, 瑪旁雍錯; en chino simplificado, 玛旁雍错) o Manasa Sarovar (en sánscrito: मानस सरोवर, o lago Manas) es un lago de China localizado en el extremo oriental de la  Región Autónoma del Tíbet, aproximadamente a 940 km de la capital tibetana de Lhasa. 
Al oeste de este lago Manas Sarovar se encuentra el lago Rakshastal y hacia el norte está el monte Kailāsh (que en tibetano se llama Khang Rinpoche). 

## Geografía
El lago Manasarovar se encuentra a 4.556 m s. n. m. 
Es el lago de agua clara más alto del mundo.
Tiene forma relativamente redonda. 
Su circunferencia es de 88 km, profundidad de 90 m y ocupa un área de 320 km². 
Se congela en invierno y se descongela en primavera.
En sus cercanías tienen sus fuentes los ríos Indo, Brahmaputra, Sutlej y Karnali (o Ghaghara).

## Relevancia cultural
Como el monte Kailasa, el lago Mansarovar es un sitio de peregrinación, que atrae personas religiosas desde todo Tíbet, India y otros países vecinos. 
Los hindúes creen que si se bañan en este lago y beben sus aguas lavan todos los pecados cometidos en esta vida y en otras.
Regularmente se organizan viajes de peregrinación, especialmente desde la India, siendo el más famoso el Kailash Mansarovar Yatra, que tiene lugar una vez al año. Los peregrinos vienen a tomar baños ceremoniales en las purificantes aguas del Manasa.
De acuerdo con la religión hindú, el lago se generó de la mente del dios creador Brahmá.
Por eso en sánscrito se llama "Manasarovar", que es una combinación de las palabras manas (‘mente’) y sarovar (‘lago’). 
El lago —según la mitología hindú— también se supone que es la morada veraniega de los cisnes (que son considerados como aves muy sabias y sagradas).
También se cree que los devas descienden a bañarse en este lago en la hora llamada brahma muhurta (que es una «hora hindú» de 48 minutos, que empieza 96 min antes del amanecer y termina 48 min antes del amanecer. 
Los budistas asocian este lago con el legendario Anavatapta—en sánscrito y pali: Anotatta— donde creen que la reina Maya concibió a su hijo Buda.
El lago tiene unos pocos monasterios en sus orillas; el más notable es el antiguo Chiu Gompa, que fue construido sobre una colina aledaña y se ve como si hubiera sido esculpido en la propia roca.
Tanto los jainas como los bönpas de Tíbet reverencian igualmente este lugar con mucha devoción.